# Asrat Desta
Asrat Desta (mort el 3 de febrer de 1977) fou un militar etíop, tinent coronel de l'Exèrcit i membre del Derg, la junta militar que va governar el país durant la Revolució Etíop.
Després de l'assumpció del poder del Derg l'any 1974, Asrat, que en aquell moment era comandant, es va convertir en el president del comitè d'informació del Derg i assumptes públics. Fou un declarat marxista-leninista, arribant a afirmar: "Estem fent el que Lenin va fer. No es pot construir el socialisme sense Terror Roig".
Un membre de la facció contrària al tinent coronel Mengistu Haile Mariam inicià un tiroteig a la reunió de febrer de 1977 entre Mengistu i els seus opositors, entre els quals no només hi havia Desta sinó també el secretari general Tafari Benti i diversos membres destacats del Derg, deixant un total de fins a vuit morts comptant a Desta i Benti. Posteriorment, Mengistu difongué a Radio Ethiopia que Asrat i els seus compatriotes morts havien intentat perpetrar un "cop d'Estat feixista a la capital, idèntic al que havia passat a Xile", i els titllà de "quintacolumnistes" de la Unió Democràtica d'Etiòpia i de "grups rebels" del Partit Revolucionari Popular Etíop.